# Bulbophyllum mediocre
Bulbophyllum mediocre är en orkidéart som beskrevs av Victor Samuel Summerhayes och Arthur Wallis Exell. Bulbophyllum mediocre ingår i släktet Bulbophyllum och familjen orkidéer. Inga underarter finns listade i Catalogue of Life.